# Cryptonevra obscuripennis
Cryptonevra obscuripennis är en tvåvingeart som först beskrevs av Friedrich Hermann Loew 1874.  Cryptonevra obscuripennis ingår i släktet Cryptonevra och familjen fritflugor. Inga underarter finns listade i Catalogue of Life.